# Județ de Vrancea
Vrancea est un județ de Moldavie roumaine, dans l'est du pays, dont le chef-lieu est Focșani.

## Liste des municipalités, villes et communes
Le județ compte deux municipalités, trois villes et 67 communes.

### Municipalités
Les chiffres suivants datent de 2017.
- Focșani (93 005)
- Adjud (20 357)

### Villes
Les chiffres suivants datent de 2017.
- Mărășești (13 452)
- Odobești (9 661)
- Panciu (9 261)

### Communes
- Andreiașu de Jos
- Bălești
- Bârsești
- Biliești
- Boghești
- Bolotești
- Bordești
- Broșteni
- Câmpineanca
- Câmpuri
- Cârligele
- Chiojdeni
- Ciorăști
- Corbița
- Cotești
- Dumbrăveni
- Dumitrești
- Fitionești
- Garoafa
- Golești
- Gologanu
- Gugești
- Gura Caliței
- Homocea
- Ivăncești
- Jariștea
- Jitia
- Măicănești
- Mera
- Milcovul
- Movilița
- Nănești
- Năruja
- Negrilești
- Nereju
- Nistorești
- Obrejița
- Paltin
- Păulești
- Păunești
- Ploscuțeni
- Poiana Cristei
- Popești
- Pufești
- Răcoasa
- Răstoaca
- Reghiu
- Ruginești
- Sihlea
- Slobozia Bradului
- Slobozia Ciorăști
- Soveja
- Spulber
- Străoane
- Suraia
- Tâmboești
- Tănăsoaia
- Tătăranu
- Tulnici
- Țifești
- Urechești
- Valea Sării
- Vânători
- Vârteșcoiu
- Vidra
- Vintileasca
- Vizantea-Livezi
- Vrâncioaia
- Vulturu

## Historique
Le județ est une importante zone sismique. Le plus important séisme de Roumanie au XXe siècle, celui du 10 novembre 1940, d'une magnitude de 7,7 sur l'échelle de Richter, y trouvait son épicentre, de même que le séisme du 4 mars 1977, d'une magnitude de 7,2 sur l'échelle de Richter.

## Politique
| Parti | Parti                                          | Sièges |
| ----- | ---------------------------------------------- | ------ |
|       | Parti social-démocrate (PSD)                   | 15     |
|       | Alliance PNL-Alliance 2020 USR-PLUS (USR-PLUS) | 15     |
|       | Alliance des libéraux et démocrates (ALDE)     | 2      |